# Aeroportul Kampala
Aeroportul Kampala (IATA: KLA, ICAO: HUKC) este un aeroport din Uganda ce deservește zona Kampala. A fost deschis în 1959 și numit după zona deservită.
Situat la o altitudine de 1.197 m, aeroportul dispune de o singură pistă.